# ソクラテスの思い出
『ソクラテスの思い出』（ソクラテスのおもいで、古代ギリシャ語: Ἀπομνημονεύματα, ラテン文字転写: Apomnēmoneumata, アポムネーモネウマタ、羅: Memorabilia, メモラビリア）は、クセノポンによって、ソクラテスの死後に回想的に書かれた、生前のソクラテスの言行録である。ソクラテスに関する根本文献でもあり、その哲学活動に関し最も長い記述がある。原題は、ギリシャ語もラテン語もどちらも「追想録」といった程度の意味。

## 成立
紀元前399年にソクラテスが刑死に遭った際には、クセノポンは『アナバシス』に描かれた、傭兵・将軍として参加した遠征の最中であった。その際に懇意となったスパルタ王アゲシラオス2世の要請を受け、紀元前394年にはコロネイアの戦いに参加するが、その親スパルタの姿勢が理由で同年アテナイを追放され、その後はスパルタ（アゲシラオス2世）に提供されたオリュンピア近郊スキルスの荘園の領主として過ごすことになる。執筆活動もそこで行われ、本書が完成したのは紀元前385年頃と推定される。
後世にアレクサンドリアの学者が、後述するような4巻構成に分け、各巻にも章節の区分を施した。

## 構成
以下の全4巻から成る。
- 第1巻 - 冒頭2章はソクラテスへの法廷告発に対する反駁。それ以降は生前のソクラテスの言行録。敬神論など。全7章。
  - 第1章 - 「不敬神」に対する反駁。ソクラテスの敬神について。
  - 第2章 - 「青年を腐敗」に対する反駁。ソクラテスの自制・節制と利他について。
  - 第3章 - 祈り・供物、生活の質素・節制、肉欲について。
  - 第4章 - 人間の優秀さと、創造者（神々）への崇敬について。（友人アリストデモスとの対話。）
  - 第5章 - 克己について。
  - 第6章 - 生活の質素、礼金、政治について。（ソフィストであるアンティポンとの対話。）
  - 第7章 - 欺瞞・虚飾に対する戒め。
- 第2巻 - 続き。家族論・友情論・労働論など。全10章。
  - 第1章 - 克己・忍耐について。（アリスティッポスとの対話。末尾にプロディコス名義の寓話『岐路に立つヘラクレス』収録。）
  - 第2章 - (母)親への恩について。（長男ランプロクレスとの対話。）
  - 第3章 - 兄弟の和解について。（カイレポンの弟カイレクラテスとの対話。）
  - 第4章 - 友情・友人の重要性と、世人のそれに対するいい加減さについて。
  - 第5章 - 友人たちに対する値踏みと、自己省察・自己研鑽について。（アンティステネスとの対話。）
  - 第6章 - 友人獲得法について。（クリトンの長男クリトブロスとの対話。）
  - 第7章 - 困窮時の家人の扱いについて。（不詳アリスタルコスとの対話。）
  - 第8章 - 労働についての助言。（不詳エウテロスとの対話。）
  - 第9章 - 誣告者対策についての助言。（クリトンとの対話。）
  - 第10章 - 困窮のヘルモゲネスに対する支援の勧め。（不詳ディオドロスとの対話。）
- 第3巻 - 続き。軍事論・政治論・道徳論・工芸論・心身論・生活論など。全14章。
  - 第1章 - 将軍学についての助言。（ディオニュソドロスに学んだ青年との対話。）
  - 第2章 - 将軍の心得について。（将軍に選ばれた者への助言。）
  - 第3章 - 騎馬統監の心得について。（騎馬統監に選ばれた者への助言。）
  - 第4章 - 家政家(商人・事業家)と将軍の共通点について。（不詳ニコマキデスとの対話。）
  - 第5章 - 将軍に関する助言。（(大)ペリクレスの息子である小ペリクレスとの対話。）
  - 第6章 - 国政進出に関する諌め。（プラトンの兄グラウコンとの対話。）
  - 第7章 - 国政進出(国政演説)に関する助言。（カルミデスとの対話。）
  - 第8章 - 有用性と善・美について。（アリスティッポスとの対話。）
  - 第9章 - 「善・美な智」としての様々な「徳」と、その実践について。
  - 第10章 - 芸術(内面表現)・工芸(釣り合い)について。（画家パラシオス、彫刻家クレイトン、胸当職人ピスティアスとの対話。）
  - 第11章 - 交際(真心と時宜)についての助言。（娼婦テオドテとの対話。）
  - 第12章 - 身体鍛錬の重要性について。（弟子の1人エピゲネスとの対話。）
  - 第13章 - 各種の生活上の不満(挨拶/食べ物/飲料水/奴隷/旅)に対する諌め。
  - 第14章 - 会食における作法について。
- 第4巻 - 続き。教育論・政治論・敬神論・正義論など。全8章。
  - 第1章 - 教育の必要性について。
  - 第2章 - (国政に関する)うぬぼれ屋に対する諭し(無知の知/哲学の勧め)。（後の弟子の1人エウテュデモスの例。）
  - 第3章 - 敬神の必要性について。（同上エウテュデモスとの対話。）
  - 第4章 - 正義・法(国法/倫理)について。（ソフィストであるヒッピアスとの対話。）
  - 第5章 - 克己・自制について。（同上エウテュデモスとの対話。）
  - 第6章 - 敬神・法・正義・智・善・美・勇気について（同上エウテュデモスとの対話）、政体分類、善き市民について。（ソクラテス特有の対話・討論（ディアレゲスタイ、διαλέγεσθαι）、いわゆる問答法（ディアレクティケー、διαλεκτική）についての概説・具体例を兼ねる。）
  - 第7章 - 幾何学・天文学・算術・医学・占いについて。（ソクラテスの実用性重視の姿勢について。）
  - 第8章 - 法廷および牢獄における態度。裁判前の姿勢（ヘルモゲネスとの対話）。総括。

## 内容
第1巻の冒頭の2つの章においてソクラテスへの非難に対する直接的な弁明を行う。ここでは、広く流布していたソクラテスへの形式的な非難に関する議論をするのみならず、ソクラテスへの政治的な非難に対しても弁明を行っている。そこには、クセノポンやプラトンによる『ソクラテスの弁明』においては取り上げられていない、ソクラテスがアルキビアデスやクリティアスを堕落させたという非難や、若者に民主主義を軽蔑させたという非難が含まれている。
これらソクラテスに関する非難は紀元前399年のソクラテスの裁判の時のものではなく、数年後にアテネのソフィストであるポリュクラテスによって書かれた『ソクラテスへの告発』における非難に応えていると言われている。（しかし、ポリュクラテスの作品は失われ、復元されたとされる資料は信頼できないため、クセノポンがポリュクラテスの非難に逐一反論しているかという議論は、クセノポンによるソクラテスの取り扱いが実際のソクラテスを反映するか、あるいはその大部分がフィクションであるかを、討論する際における要素の一つである。）
それ以降は、ソクラテスが弟子や友人・ライバル・および有名なギリシャ人と行った対話を集めたものである。一つ一つのエピソードは短いが、ソクラテスの哲学の一端を垣間見ることのできるものとなっている。このときクセノポンがとった立場は、プラトンのようにソクラテスが最初の哲学者であることを示しかつ自分自身の哲学を示すことではなく、ソクラテスが良き教育者としてアテナイの人々によい影響を与えたかを示すことにある。

### 第1巻
第1章では、ソクラテスに対する法廷告発文の内、「国家の認める神々を信奉せず」に対する反論が展開され、ソクラテスがいかに（人並み以上に）敬神的な人物であったかが、具体的な言動と共に述べられる。
第2章では、ソクラテスに対する法廷告発文の内、「青年を腐敗させ」に対する反論が展開され、ソクラテスの心身両面における自制・節制、無報酬の教育、また彼の評議員のくじ引き抽選批判について、さらには「腐敗させられた青年」の代表例であるクリティアスとアルキビアデスに関する多くの文量を割いた弁明、また「腐敗させられてない多くの仲間・友人たち」についてや、その他「青年に父・近親者を侮蔑することを教えた」「有名な詩を引用して青年を暴力的にした」といった非難に対する反論などが述べられる。
第3章では、ソクラテスの（具体的な金銭・権力・勝利を願わず、神々の全知性を信頼して、ただ「善きもの与えたまえ」とだけ祈り、また各人の資産に見合った供物を捧げる、という）「神々に対する祈り・供物のあり方」や、「飲食・肉欲に対する節制した態度」について述べられる。最後の肉欲に関しては、「クリトンの息子クリトブロスが、アルキビアデスの息子である美少年にキスをしたこと」を、ソクラテスが非難したエピソードが付け加えられる。
第4章では、不敬神な友人アリストデモスに対して、ソクラテスが、「創造者たる神々が、自分たち人間を優秀に創ってくれたことに対する感謝」や、「神々は全知であり、吉凶禍福を授ける力もあり、人間に神託や前兆などによって諭しを与えていること」などを挙げつつ、敬神の心を持つよう諭したエピソードが述べられる。
第5章では、ソクラテスが人々に対して、「「欲望・快楽の奴隷」となっている者に国家・子女・財産を任せたり、そうした者を望んで友人として交際する者などいないし、そうした者は自他を害するので、自らもそうならないように努めるべき」と、克己の重要性を説いたエピソードが述べられる。
第6章では、ソクラテスと、ソフィストであるアンティポンとの対話が述べられ、「ソクラテスの「飲食・衣類の貧しさ」や「無報酬での教育」を嘲笑するアンティポンに対し、ソクラテスがそれでも十分自足的・幸福であり、むしろ「欲望・快楽や金に隷属すること」こそがその逆であると、反論した話」や、別の機会の「「交際の礼金(報酬)」を取らないソクラテスを賢くないと評するアンティポンに対して、ソクラテスが「金で誰にでも美貌を売る売春婦」のように「金で誰にでも智を売る学問屋」よりは、「天賦の才がある者に、自分が知っている良いことを全て教え、友人にすること」の方が立派だし幸福だと反論した話」、さらに「「自分が政治に携わらないのに、他人を政治家に仕上げることを考えている」とソクラテスを批判したアンティポンに対して、ソクラテスが「自分一人で政治に携わるより、できるだけ多くの人が政治に有能になるよう心がけることの方が、より政治に参与すること」だと反論した話」などが披露される。
第7章では、ソクラテスが友人（弟子）たちに、「実際に能力が無いのに、あるように見せかけて名声を得ようとする虚飾・欺瞞は、限界があるし割りに合わない（それよりは実際に卓越したものになれるよう努力した方がいい）こと」を指摘して諭した話が述べられる。

### 第2巻
第1章では、ソクラテスが、自制心を欠いたアリスティッポスに対して、「治者たる者 (と、そうでない者) にふさわしい教育・修行」について問答しつつ、克己・忍耐の重要性を説く。続いて、自分をそのどちらに入れるか問われたアリスティッポスは、「国家への献身・犠牲が求められながらも、非難の的となる」治者・為政者は愉快な生涯ではないし、奴隷も嫌なので、両者の「中間」が良いし、それこそが自由・幸福な最上の道であり、そのために自分は諸国で「外客 (クセノス)」になっていると答える。ソクラテスが、それはとても脆弱な立場であると指摘すると、アリスティッポスもそれを認めるが、しかしソクラテスが勧める「治者にふさわしい克己・忍耐の道」は、自発的か強制的かの区別を除けば、奴隷と変わらない「苦痛に堪える道」であって幸福ではないと反論する。そこでソクラテスは、両者 (自発的・強制的) の差異を説き、最後にプロディコスの作として、「「美徳」と「悪徳」の2人の女性に道を説かれる、青年期のヘラクレス」についての寓話『岐路に立つヘラクレス』が述べられる。
第2章では、母親であるクサンティッペの口やかましさに反抗するソクラテスの長男ランプロクレスを、ソクラテスが(母)親の恩を挙げつつ諭したエピソードが述べられる。
第3章では、友人であるカイレポンとカイレクラテスの兄弟の仲違いに関して、弟であるカイレクラテスに仲直りするよう諭したエピソードが述べられる。
第4章では、ソクラテスが、「多くの人々が、口先では「賢明な良友は、最も貴い財宝」と言ってながら、実際には自分の家屋・土地・奴隷・家畜・家財ほどにも、友人のことを顧みていないこと」を批判しつつ、「良友獲得の価値・意義」を説いたエピソードが述べられる。
第5章では、ソクラテスが、友人（弟子）の1人が友の窮乏を放っていることを批判するために、その彼がいる前で、アンティステネスを相手に、「人間は他者に対して「友人としての価値」の値踏みをしていること、そして自分自身も他者にとって「友人としての価値」がある者であり続けられるよう努力しなくてはいけないこと」を説いたエピソードが述べられる。
第6章では、ソクラテスが、仲間であるクリトブロス（クリトンの息子）を相手に、友人選びと友人獲得の方法について、すなわち、「友人は、欲望に弱い・浪費家・ケチ・拝金的・好戦的・恩知らずといった人間ではなく、克己節制・清廉・付き合いやすい・報恩的な人間を選ぶこと」「その人間の性質を知るには、過去の行いを見ること」「善い友人を獲得するためには、まず自分自身がそれに値するだけの善い人間になるよう心がけること」を、説いたエピソードが述べられる。
第7章では、ソクラテスが、三十人政権の内乱時に男たちが外港ペイライエウスへ逃げ、残された親族の女たちを一手に抱え込んで途方に暮れていた友人アリスタルコスに対して、彼女たちに挽き割り麦やパンの製造、衣類の縫製を行わせるなどして、経済的に自立できるようにすることを提案・説得したエピソードが述べられる。
第8章では、ソクラテスが、「ペロポネソス戦争で財産を没収されるも、中年ながら他人に頭を下げたり、小言を言われるのが嫌で、肉体労働で生計を立てている」という境遇の昔の弟子エウテロスに対して、経営の助手、仕事の監督、農作物収穫の指揮、財産の管理といった、年を取ってもできる仕事を探すこと、それも自分の能力に見合い、正当な評価ができる人の下での仕事を探すよう助言したエピソードが述べられる。
第9章では、示談金目的の誣告を行う訴訟屋（シュコパンテース, 希: συκοφάντης, sykophántēs）たちに苦しめられているクリトンに対して、ソクラテスが、羊を守る番犬のように、その分野に能力があって自尊心・忠誠心が強い者を味方とするよう助言し、後にアルケデモスという人物が見出され、クリトンやその仲間が助けられたエピソードが述べられる。
第10章では、ソクラテスがディオドロスという資産家の男に対して、（彼が大事にしている召使い・奴隷たちよりも、友人とすれば有益な人物となるであろう）窮乏にある友人ヘルモゲネスを支援するよう要請したエピソードが述べられる。

### 第3巻
第1章では、ソクラテスが、将軍を志す弟子の1人である青年に、将軍学を教えると称していたソフィストのディオニュソドロスに学びに行かせ、将軍学のごく一部に過ぎない「陣列配置の初歩的な原則」しか教えてないディオニュソドロスの不備を指摘したエピソードが述べられる。
第2章では、ソクラテスが、将軍に選ばれた者に対して、「兵士たちの世話」と「国民の幸福のためという戦争の目的・大義」を忘れずに心がけるよう忠告したエピソードが述べられる。
第3章では、ソクラテスが、騎馬統監に選ばれた者に対して、馬の管理、乗馬訓練、実践的な地勢での訓練、馬上投槍訓練、勇猛心の鼓舞、自らの優秀さと弁舌によって名誉と命令服従を重んじる兵士を育てること、などを助言したエピソードが述べられる。
第4章では、ソクラテスが、自分ではなく「公共奉仕（レイトゥールギア, 希: λειτουργία, leitourgia）に熱心な資産家・家政家（商人・事業家）」であるアンティステネスが将軍に選ばれたことに不満を持つベテラン軍人のニコマキデスに対して、将軍と家政家（商人・事業家）の（資質の）共通点、すなわち「部下の支配」「適材適所の任命」「信賞必罰」「部下の好意」「盟友・支援者の獲得」「所有物の喪失防止」「仕事への情熱・献身」「敵に対する勝利への執着と、そのための周到な準備」等を挙げて選出を擁護しつつ、将軍の心得を彼に説いたエピソードが述べられる。
第5章では、ソクラテスが、将軍に選ばれた(大)ペリクレスの息子である小ペリクレスに対して、「ボイオティア人に押されて威勢を失っているアテナイ人を、神話やペルシア戦争における先祖の活躍話で鼓舞激励すること」「アテナイでも軍隊以外の分野では訓練された規律のある人々は多いので、必要以上に卑下・落胆することはないこと」「軍隊（重装兵・騎馬兵）において訓練・服従が成り立ってないのは、将軍の知識・技術を修めた適切な者が指揮していないからであり、小ペリクレスも父親を始めあらゆるところからそれに資するものを学び、また良い助力者を得るべきであること」「ボイオティアとの国境地帯は地形が険しいので、軽装の兵士を配置するのが望ましいこと」などを助言したエピソードが述べられる。
第6章では、ソクラテスが、国家指導者になることを志して演壇に立っては下手な演説で物笑いにされていた青年グラウコン（プラトンの兄）に対して、彼が「国家の収入・支出」「兵力（陸軍・海軍）」「守備隊の数・位置」「銀山の産出額」「穀類・食料資源の量」等のどれ一つとして把握していないことを指摘しつつ、「そのように家一つ治めることもできず、人ひとり説得できないような有り様では、国事に関してそれを行うことは不可能であり、まずそうした知識を完備して他者より優れるようになってから国事に携わるようにすべき」と助言したエピソードが述べられる。
第7章では、ソクラテスが、国政を担う能力がありながら衆目の場を避ける恥ずかしがり屋であるカルミデスに対して、国政進出を勧めつつ、「評議会は、カルミデスより能力の低い素人たちで構成されていること」「他人の仕事の粗探し・嘲笑に夢中になっているような人々のことなど気にせず、自分自身に意識を向け、自分のやるべき仕事に専念すること」などを説いて諭したエピソードが述べられる。
第8章では、ソクラテスが、以前やり込められたお返しにソクラテスをやり込めようと「善」や「美」について問うてくるアリスティッポスに答える形で、「善（善いもの）」とは「熱病にとって（善いもの）」「眼病にとって（善いもの）」「空腹にとって（善いもの）」といったように「具体的な苦痛を取り除くもの（有用性・実用性）」を指す概念であり、同じように「美」も「競走において（美である人間）」「角力(すもう)において（美である人間）」「防ぐことにおいて（美な道具である盾）」「強く速く投げることにおいて（美な道具である槍）」といったように「具体的な能力・機能性」を指す概念であること、したがって「美と善」は一体的な概念であると同時に、適用する対象・状況によって「美・善」だったものが「醜・悪」にもなり得るという、具体的かつ相対的な概念であると説いたエピソード、また「家の間取り」や「神殿・祭壇の場所」についても、ソクラテスが「有用性・機能性・快適さ」や「美しさ」を結びつけて語ったエピソードが述べられる。
第9章では、ソクラテスが、
- 勇気その他の徳性は、生まれつきの個体差もあるが、その増大には後天的な「学習・訓練」が重要であること。
- 知恵と行為は一体的なもの（知行合一）であり、「自分にとって「有利・美善なもの（徳）」「有害・醜悪なもの（悪徳）」を見極められる知恵がありながら、それに行為が伴わない」ということはあり得ないし、逆に言えば、「行為を伴わないということは、それらを本当に見極められる知恵を持っていない」ということ。「知恵と行為が一体的（言行一致）な者」のみを、「知者」「思慮ある者」と見做し得る。
- 狂気は知恵の逆であり、「自己に対する無知」や「知らないことを知っていると思い込むこと（無知の無知）」は狂気に最も近い。特に、「大多数の人が知っていることに間違いを犯す」ほどの迷妄に陥っている者を、世間の人々は気狂いと呼ぶ。
- 嫉妬とは、「友人の成功に悩まされる人々」のみが感じる一種の苦痛である。
- 閑人(ひまじん)とは、善いことに移れるのにそれをせず、別の何かをする者である。
- 王者・治者とは、（航海・農耕・病気・身体鍛錬・紡績と同じように）「対象の世話の方法（治める道）」を心得た者のことであり、正しい助言に耳を傾けない僭主はその報い（罰）ですぐに滅びる。
- 人間の最上の要務とは、「幸運ではなく、学習・思慮によって善く暮らすこと」であり、農業・医業・政治など各自の持ち場をうまくやっている（仕合わせている）人々は、神々にも愛される。

等と説いたエピソードが述べられる。
第10章では、ソクラテスが、画家パラシオスや彫刻家クレイトンに対して、身体の姿形のみならず、「表情に現れる内面・感情も表現に反映させた方が良い」と助言したことや、胸当職人ピスティアスが作る商品が高い理由を、「各人の身体に合わせた、装着の負担・苦痛が少ない商品を作れるから」だと、本人も納得できるように上手く言い表したエピソードが述べられる。
第11章では、ソクラテスが、絶世の美女と評判で画家たちのモデルも引き受けている高級娼婦（援助交際婦・妾、ヘタイラ）のテオドテに対して、「ウサギを罠に追い込む猟犬のように、金持ちの人間たちを探して自分へと誘導してくる人物を1人得ること」「表情・仕草に現れるほどに、魂から真心を込めて相手（愛人）に対して愛情を示すこと」「満腹・空腹と食事の関係と同じように、相手（愛人）が自分を欲しくなるのを待ち、さらに上品な交際の要求と渋りじらしによって、自分の価値を最大限に高めること」などを、助言したエピソードが述べられる。
第12章では、ソクラテスが、貧弱な身体をしている若年の弟子エピゲネスに対して、身体鍛錬を行ってないと、戦争時に命を落としたり捕虜・奴隷の境遇に落ちる可能性も高くなるし、逆に強健な身体をしていれば、戦場で生存・活躍したりそれによって国家社会から感謝・栄誉・良い余生を得られる可能性が高くなること、また個人の事業や思索的営みを考える上でも強健な身体は重要になると指摘し、身体鍛錬を勧めたエピソードが述べられる。
第13章では、ソクラテスが、
- 挨拶をして返されなかったことに腹を立てている男に対して、「身体が悪い者に出会っても怒らないのに、心が粗野にできている者に出会って怒るのは、笑うべきことだ」と諭した。
- 食べ物が不味いと愚痴をこぼす男に対して、「食べるのをやめれば、ずっと楽しく、安く、健康に暮らせる」と諭した。
- 家の飲料水がぬるい（しかし行水に使うには冷たすぎる）と愚痴をこぼす男に対して、「それで不平を言わない召使いや、神社でそれよりもぬるい水を飲んだり冷たい水を浴びても不平を言わない平癒祈願の病人たちよりも、自分が気難しい人間だと思うがいい」と諭した。
- 自分の奴隷が「食べ物に贅沢なくせに大間抜けで、金に貪欲なくせに大怠け」だとして、折檻（笞打ち）を加えていた男に、「その理由だと、今までで自分と奴隷のどちらが余計に笞を受けるべきか、考えたことがあるか」と諭した。
- オリンピアへの旅を恐れている者に対して、「散歩して過ごすのと何が違うのか、5-6日の散歩分を足せば、オリンピアへと到達する」と諭し、さらに「1日遅れて出発して時間に追われるよりも、1日早く出発してゆったり歩く方がはるかに楽だ」と助言した。
- 長旅での疲れを愚痴る男に対して、荷物持ちの召使いが元気であることを確認した上で、「（自由人としての知的・身体的な）訓練を受けた者が、労働に耐える力で召使いに劣るということが、ふさわしいことと思うか」と諭した。

等のエピソードが述べられる。
第14章では、ソクラテスが、
- 会食に持ち寄る肴を一旦ひとまとめにさせることで、持ってくる肴の量を気にしたり、たくさんの費用をかけようとする者が出てこないようにした。
- パンと肴をバランスよく食べずに、肴ばかり食べていた会食仲間を諭すために、「享楽のために肴ばかりを食べてパンを食べない者は、「肴食い」（美食家、opsophagos）と呼ばれて嫌われること」を、皆に話しかけつつ指摘した。
- 1度に多種類の肴を頬張る会食仲間に対して、それでは「個々の料理の味付けが台無しになってしまう」こと、またそうした食べ方に慣れていると、「多くの品数を調達できなかった際に、不足感を感じてしまうようになる」ことを指摘して諭した。
- アテナイでは単に「食べる」を意味するようになってしまっている「よい食事で暮らす（euōcheisthai）」という語は、本来は「精神も身体も苦しめることなく、手に入れることが難しくない食べ物を食べ、節制ある生活をすること」を意味していると指摘した。

等のエピソードが述べられる。

### 第4巻
第1章では、ソクラテスが、
- 「共に考究する」ことによって、交わった人にあらゆる形で助け・利益を与えた。
- 特に、「斉家・治国その他の人間・人間関係関する事柄を上手く処理する知識に対する、学習意欲・熱意」から、「美徳を好む精神に生まれついた者」を見抜き、（彼らが上手く教育されれば、他者・国家をも幸福にできると考えたことから）そうした人々を愛していると、公言していた。
- 逆に、どんなに天賦の才能や富があったとしても、そうした教育・訓練を受けなければ、ろくな人間にならないことを指摘した。

等のエピソードが述べられる。
第2章では、有名な詩人・学者の書物を収集・熟読し、自分を知者であり最も優秀な弁論家であると自負していた秀才少年エウテュデモスが、ソクラテスの仲間（弟子）になった経緯、すなわち、ソクラテスが、
- エウテュデモスが近くにいる際に、仲間に「何事もその道の教師に、適切な教育を受けることが重要であること」等を説き、徐々に彼に関心・聞く耳を持たせていった。
- その後、2人きりの問答で、エウテュデモスの「無知」を自覚させていき、ソクラテスを師として受け入れるようにした。
  - まずエウテュデモスが、「昔の賢人の書物を収集し、「美徳」に関心を持っている」ことを褒め称えつつ、その関心の理由・目的が「将来的に国家指導者となり、自他の生活を幸福にしたいから」であることを、確認した。
  - しかし続いて、そんなエウテュデモスが「不正」だと考えている「嘘つき」「欺き」「悪事」「人身売買」「窃盗」といったものが、（「敵を挫くため」「友人を救うため」といったように）相手・状況・動機次第では正当化されて「正」にもなること、さらには「故意の嘘つき（不正）を行うためには、正しい知識（正）を持っていなくてはならない」というソフィスト的な詭弁によっても「正・不正」の区別を混乱させ、エウテュデモスが「正・不正」についてよく知っていないのに知っていると思い込んでいたことを認めさせた。
  - どうしていいか分からず途方に暮れるエウテュデモスに対して、デルポイの神託所に彫られている「汝自身を知れ」という言葉の通りに、「自己の性質・欲求・益・害・知識・力量」を把握し、さらにはそれを通して他人のそれも把握できるようになれば、自他を益することができ、ついでに尊敬と指導者としての地位も得られるが、それができなければ自他を害し、軽蔑・物笑いされることにもなると、指摘した。
  - エウテュデモスに「自己の(知の)吟味」のやり方を請われて、（先の「正・不正」と同じように）「善・悪」を例に、エウテュデモスが「常に善」であると思い込んでいた「健康」「知恵」「幸福」などが、必ずしも常に善ではないことを指摘した。
  - さらに、「民主政」を構成している「平民」の定義を「金が不足している貧乏人」であると答えたエウテュデモスに対して、「平民」の中にも少ない収入で自足・貯蓄できる者がいることや、「僭主政」を構成している「僭主」のような金を多く持つ者でも金が不足して犯罪を犯すこともあると、その無知・認識不足を指摘した。
  - こうして己の無知を痛感したエウテュデモスは、ソクラテスの側を離れなくなったし、ソクラテスを模倣するようにもなり、それを見たソクラテスは、彼の無知を指摘する行為をやめ、代わりに「知っておくべき事柄」「日常生活に必要な事柄」を簡潔明瞭に教えるようになった。

といった経緯が述べられる。
第3章では、ソクラテスが、弟子たちが弁舌・行動・工夫において巧みになるよりもまず、思慮ある人間になることを重視したこと、そしてまず第1に、神々に関して思慮ある人間にしようと努めたこと、そして例として「神々の人間に対する配慮について、考えたこともない」と言う（先の話に出てきた）エウテュデモスを相手に、神々が人間に対して、
- ものが見えるように「光」を与えてくれている。
- 休息が取れるように「夜」を与えてくれている。
- 昼は明るく時刻も教えてくれる「太陽」を、夜にも時刻を教えてくれる「星々」や旬月も教えてくれる「月」を与えてくれている。
- 食物（作物）や楽しみのために「季節」を与えてくれている。
- 生命の源たる「水」を豊富に供給してくれている。
- 寒さ・暗黒を防ぎ、技芸・製作の助けとなる「火」を与えてくれた。
- 熱くも寒くもなり過ぎない適度な「太陽の距離・循環」を与えてくれている。
- 家畜・食料・労働力となる様々に有益な「動物」を与えてくれている。
- 善悪を分別し高度な営みが可能となるように「感覚・推理力・記憶力・説明力」を与えてくれている。
- 将来が見通せない場合のために「占い」を通して諭しを与えてくれる。

ということ、そして加えて、
- 森羅万象を司る神々は、人間には見ることができないし、それに近い太陽・稲妻・魂といったものも、見えづらかったり見えなかったりするが、存在している。
- 神々への御礼の仕方は、（デルポイの神託所では「国の掟に従え」と説かれており、その「国々の掟」とは）「各自の力に応じて供物を捧げ、神々を敬い、最大の恩恵を確信して待つこと」である。

といったことを説いたエピソードが述べられる。
第4章では、ソクラテスが、彼にとっての「正義」が何であるかを実行によって示したこと、すなわち私的には世の掟に従い、公的には（市民・軍人としては）国法に従い、服従・秩序を重んじたことが、
- 評議員時代に、（ペロポネソス戦争のアルギヌサイの海戦における犠牲に関して、将軍たちが違法に糾弾されそうになった）民会において、議長として国法を無視した評決を認めず大衆の怒号を受けた。
- 三十人政権時代に、「青年たちと話をするな」「サラミス人レオンを死刑にするため連行しろ」といった国法に反する命令をされても、無視して従わなかった。
- 死刑判決を受けた法廷においても、国法に背いた哀訴嘆願を嫌い、国法を遵守しつつ死んだ。

といったエピソードと共に述べられ、続いて、そんなソクラテスが人々に話して聞かせていた彼の「正義」についての考え方がどういうものであったかが、ソフィストであるヒッピアスとの対話において、ソクラテスが、
- 自分は （口先だけが可能な）「言葉」よりも、まずもって「行為」によって「正義」を示している。
- 「不正なことを避ける」こと、分かりやすく言えば（「成文法（実定法）」であれ、「不文法（不文律）」であれ）「法に適う」ことが「正義」である。
  - 「成文法（実定法）」としての「国法」に従うことに関しては、「法律が恣意的に廃棄・変更されている」からといって皆がそれを軽視すれば、国家は衰亡を免れないし、またそのような個人も信用されないが、逆に皆が国法に従えば国家は強く隆盛繁栄し、またそのような個人も（様々な社会的業務を委託・委任されるほどに）社会的信用を得る。
  - 「不文法（不文律）」としての「普遍的道徳・人倫」（例えば、「神々を敬う」「親を敬う」「近親相姦をしない」「受けた恩を返す」等）に従うことに関しては、これに反すれば、あたかもそれが「神の掟」であるかのように、罰を受けることになる。

等と説いたエピソードとして述べられる。
第5章では、ソクラテスが、「大きなことを成し遂げようとする者は、自制の力を備えることが重要」だと考えていたこと、そして常に自らの言動で弟子たちにそれを示していたこと、そして例として（先の話に出てきた）エウテュデモスを相手に、
- 「肉体の快楽」に支配されて（「無自制」となり）、「最善のこと」を行えない人間は、「自由」ではない。
- 「最善のこと」を行える状態が「自由」であり、それを妨害するものがある状態が「束縛」である。
- 「無自制」な人間は、「束縛の奴隷」であり、「最大の善」である「知」を頭から追い出し、「有益な事柄」に心を傾けて学び覚えるのを妨げ、善悪の識別にも混乱を来たす。
- 「無自制」こそは、「思慮」の対極にあるものであり、「肝要な仕事」に励むことを最も妨げるものである。
- 「自制」は、「無自制」と正反対の結果をもたらす「最大の善（の根源）」と言える。
- 「無自制」は（飢え・渇き・肉欲・眠気といった）短絡的な欲求に即時に屈することで、それらを「我慢」することによって得られる、それらに潜む本来的な（時宜を得た）最大・真正・継続的な快楽を得ることを妨げており、「自制」のみがそれを可能にする。
- また「美・善を学び、修身・斉家を経て、友人・国家に有益な人物となる」といった（忍従・継続的努力の先にある）最大の愉快が生じる営みは、「自制」ある人々のみが実行可能なのであり、目先の短絡的な快楽に即時に屈してしまう「無自制」な人々にはそれを行うことができない。
- 肉体の快楽に即時に屈する「無自制」な人々は、いかなる美徳とも縁が無く、「無知な動物」「最も愚鈍な家畜」と同じであり、「自制」ある人々のみが物事の中で「最も緊要なもの」に心を注ぎ、言動に関して、分別を以て「善いもの」を採り、「悪いもの」を避けることができるのであり、そのようにして人々は、物事を種類に従って分別する討論（dialegesthai）に習熟した、至善・至福の人間となれる。

などと説いたエピソードが述べられる。
第6章では、ソクラテスの討論（dialegesthai）による検討のあり方や、その内容について述べられる。すなわち、ソクラテスが、
- 「事物についてそれが何であるか知っている人間は、それを他人にも説明できるし、知らない人間は、自分も誤り他人も誤らせる」と考え、常に弟子たちと共に様々な問題を検討・定義していた。
- 「明瞭な論拠・証明が無いまま主張する者」に対して、（ホメロスが描くオデュッセウスのように）「誰でも承認できる事実」を持ち出しつつ議論を組み立て直したし、それが議論として「最も安全な方法」だと考えていた。そしてそれ故に、常に誰よりも聴衆の賛同を得ていた。

といったことが、（先の話に出てきた）エウテュデモスを相手とした、以下のような具体的な議論内容と共に述べられる。
- 「敬神」について
  - 「神々に関する掟」を心得て、それに従って神々を敬うこと。
- 「正義」について
  - 「人間に関する法」を心得て、それに従って振る舞うこと。
- 「智」について
  - （森羅万象のほんの一部しか知り得ない）我々人間においては、「各自がそれぞれに知っていること」についてのみ、（その人間がその事物に関する）「智者」だと言い得る。
- 「善」について
  - （「役に立つもの」が「善」であるが、「常に/万人にとって役に立つもの」はあり得ないので、あくまでも）「特定の状況・特定の人」において「役に立つもの」が、（その状況/人にとっての）「善」である。
- 「美」について
  - （全ての場合に共通した「美」はあり得ないので、あくまでも）「それぞれのもの」が、それが「役に立つこと」に用いられる際の「ふさわしさ/適合性」こそが、「美」である。
- 「勇気」について
  - 「大事件や危険」において、「立派に振る舞う方法」を知っていること。
- 「政体」について
  - 人々が承服し、国法によって治められるのが「王政」（バシレイア）。
  - 人々の意に背き、法によらず、為政者の勝手で治められるのが「僭主政」（テュランニス）。
  - 慣行の掟を守る人々の中から行政者たちが選ばれるのが「貴族政」（アリストクラティア）。
  - 財産の額から任命される場合は「富者政」（プルートクラティア）。
  - あらゆる人々の中から任命される場合は「民主政」（デーモクラティア）。
- 「良い市民」について
  - 「財政管理」においては、「国家の財力を増加させる人物」。
  - 「戦争」においては、「自国を敵国よりも優勢にする人物」。
  - 「使節」においては、「敵を変じさせて味方にする人物」。
  - 「議場」においては、「揉め事を終息させ、一致させる人物」。

第7章では、ソクラテスが、
- 弟子たちが自立した人間になれるよう知識の習熟度を把握することに努め、君子の知識に関しては自分の知っていることは熱心に教え、知らないことに関しては専門家のところへ連れて行った。
- 幾何学・天文学・算法の学習は、実用的な範囲までに留めさせ、また自然哲学者たちのような探求は不毛だし神々も好まないと斥けた。
- 健康に留意し、それについて多くを学び、また自分自身に注意を払って飲食や仕事の適性を考慮しつつ健康に暮らすことを、奨励した。
- 人知を超えた助言を欲する者には、占いを勉強して神々の忠告を受け取れるようになることを勧めた。

ことが述べられる。
第8章では、『ソクラテスの弁明』における裁判前・裁判後の記述と同内容の記述を付け加えつつ、ソクラテスは死に様も、また（本書で述べてきたように）その生涯も、立派なものであったと褒め称えつつ、締めくくられる。

## 日本語訳
- 『ソークラテースの思い出』 佐々木理訳、岩波文庫、1953年、改版1974年
- 『ソクラテス言行録 1　ソクラテスの思い出』 内山勝利訳、京都大学学術出版会〈西洋古典叢書〉、2011年
- 『ソクラテスの思い出』 相澤康隆訳、光文社古典新訳文庫、2022年